# Противостояние планеты
Противостояние (оппозиция) — такое положение небесного тела Солнечной системы, в котором разница эклиптических долгот его и Солнца равна 180°. Таким образом, это тело находится примерно на продолжении линии «Солнце — Земля» и видно с Земли примерно в противоположном Солнцу направлении. Противостояние возможно только для верхних планет и других тел, находящихся дальше от Солнца, чем Земля.
Вблизи противостояний складываются наилучшие условия наблюдения планет:
- планеты находятся на наименьшем расстоянии от Земли (но за счёт эллиптичности орбит значение минимального расстояния изменяется из года в год);
- они обращены к Земле полушарием, освещённым Солнцем, то есть находятся в наибольшей фазе.

Противостояние Луны с Солнцем происходит во время фазы полнолуния. Если в это время Луна имеет достаточно малую эклиптическую широту, происходит лунное затмение.
Великое противостояние — такое, при котором расстояние до планеты минимально по сравнению с другими противостояниями (различие возникает из-за эллиптичности орбит). В основном имеет значение при наблюдениях Марса.
Во время противостояния планета видна на небе всю ночь (восходит на востоке вечером с заходом Солнца, заходит на западе утром с восходом Солнца).
Существует астрономический символ противостояния: ☍ (изображение: , код в Юникоде — U+260D).